# Mira Sanjina
Mira Sanjina (rođena: Mira Baum) (Zagreb, 14. siječnja 1924. – Zemun, 17. prosinca 2010.), hrvatska i srbijanska balerina, koreografkinja i baletna pedagoginja.

## Životopis
Mira Sanjina je rođena 14. siječnja 1924 u Zagrebu. Balet je učila u Zagrebu kod Ane Maletić, u Beču kod Kurta Jossa i u Londonu kod Rudolfa Labana. Bila je karakterna plesačica izrazite individualnosti. Prve solističke večeri s vlastitim koreografijama priredila je 1940. u Zagrebu, Beogradu i Ljubljani. Po uspostavi Nezavisne Države Hrvatske, Sanjina je prebjegla u Split koji je tada bio pod upravom talijanskih fašista, a od dakle je 1943. pristupila Narodnooslobodilačkom pokretu. Za vrijeme Drugog svjetskog rata tj. u partizanima je bila članica Kazališta narodnog oslobođenja. Godine 1945., nakon rata, Sanjina je bila angažirana kao solistica Baleta Narodnoga pozorišta u Beogradu. Tamo je gdje je plesala u "Ohridskoj legendi", "Baladi o jednoj srednjovjekovnoj ljubavi", "Španjolskom capricciu", "Ljubavi čarobnici" i drugim baletnim izvedbama. Koreografirala je "Salomu" Richarda Straussa i "Baladu o mjesecu lutalici" koju je postavila i u Zagrebu, te plesne scene u operama i na televizijama diljem SFR Jugoslavije. Godine 1971 otvorila je "Studio za modernu igru i suvremeni ples" u Beogradu, te se iste godine povukla sa scene. Mira Sanjina je preminula u Beogradu 17. prosinca 2010, te je sahranjena na Židovskom groblju 20. prosinca 2010.